# Lijst van beelden in Maashorst
Dit is een (onvolledige) chronologische lijst van beelden in Maashorst. Onder een beeld wordt hier verstaan elk driedimensionaal kunstwerk in de openbare ruimte van de Noord-Brabantse gemeente Maashorst, waarbij beeld wordt gebruikt als verzamelbegrip voor sculpturen, standbeelden, installaties, gedenktekens en overige beeldhouwwerken.

## Uden
- De plaats Uden telt ten minste 32 beelden. Zie Lijst van beelden in Uden voor een overzicht.

## Overige plaatsen
| Geplaatst | Omschrijving                | Kunstenaar                 | Straat                                                  | Plaats       | Materiaal | Afbeelding  |
| --------- | --------------------------- | -------------------------- | ------------------------------------------------------- | ------------ | --------- | ----------- |
| 1926      | Heilig Hartbeeld            | Jules Déchin               | Kloosterstraat                                          | Volkel       | brons     | H.Hartbeeld |
| 1967      | Vliegende ruiter            | Arthur Spronken            | Brand 76                                                | Zeeland (NB) | brons     |             |
| 1981      | De blije boer               | Niel Steenbergen           | Pastoor van Winkelstraat 5 (bij voormalig gemeentehuis) | Schaijk      |           |             |
| 1989      | Het leven wordt doorgegeven | René van Seumeren          | Heijtmorgen (bij woon-zorgcomplex)                      | Reek         |           |             |
| 1992      | Commedia dell'arte-figuren  | Bart van Hoek              | Pastoor van Winkelstraat 11 (dorphuis De Phoenix)       | Schaijk      |           |             |
| 1995      | De Ontmoeting               | Hans Claesen               | Schoolstraat / Reestraat                                | Volkel       | steen     |             |
| 2000      | Uitvliegende vogel          | Joep Coppens               | Heijtmorgen 5                                           | Reek         |           |             |
|           | De Schapenscheerder         | Gerrit Jacobs              | Terraveenplein                                          | Odiliapeel   |           |             |
|           | D’n Engel                   | Huub en Adelheid Kortekaas | Capellerhof                                             | Volkel       | polyester |             |